# Tân Bình, Tam Điệp
Tân Bình là một phường thuộc thành phố Tam Điệp, tỉnh Ninh Bình, Việt Nam.

## Địa lý
Phường Tân Bình nằm ở phía bắc thành phố Tam Điệp, có vị trí địa lý:
- Phía đông giáp thành phố Hoa Lư
- Phía tây giáp phường Bắc Sơn
- Phía nam giáp phường Yên Bình
- Phía bắc giáp phường Yên Sơn.

Phường Tân Bình có diện tích là 7,50 km², dân số năm 2019 là 5.588 người, mật độ dân số đạt 745 người/km².
Đây là một phường có đường Quốc lộ 1 xuyên Việt đi qua đồng thời nằm trên quốc lộ 12B nối thành phố Tam Điệp với thị trấn Nho Quan đi các tỉnh Hòa Bình, Sơn La. Trụ sở xã nằm cách trung tâm thành phố Ninh Bình 16 km. Quần thể danh thắng Tràng An có một phần diện tích nằm trên phường này.

## Hành chính
Phường Tân Bình được chia thành 12 tổ dân phố.

## Lịch sử
Ngày 9 tháng 4 năm 2007, Chính phủ ban hành Nghị định số 62/2007/NĐ-CP về việc thành lập phường Tân Bình trên cơ sở điều chỉnh 751,80 ha diện tích tự nhiên và 5.205 người của xã Yên Bình.
Phường Tân Bình có 751,80 ha diện tích tự nhiên và 5.205 nhân khẩu.
Ngày 10 tháng 4 năm 2015, Ủy ban Thường vụ Quốc hội ban hành Nghị quyết số 904/NQ-UBTVQH13 về việc thành lập thành phố Tam Điệp thuộc tỉnh Ninh Bình và phường Tân Bình trực thuộc thành phố Tam Điệp.

## Văn hóa

### Đình Quang Hiển
Đình Quang Hiển thuộc phường Tân Bình thờ ba nhân vật chính là Hoàng Tín Công, Hoàng Đại Công, Hoàng Thống Công là những vị tướng dưới thời Hùng Vương được sắc phong là Thành hoàng làng. Tại đây vẫn còn nhiều di tích mang đậm dấu ấn lịch sử như tấm bia đá ghi việc Thiếu bảo Từ Quận công, Đông Sơn hầu sửa đường núi quan dựng cầu, đặt chợ; khu núi Quan – hang Phật – quèn Ma cho thấy vào khoảng thế kỷ thứ XVI nơi đây đã là nơi cư dân đông đúc, bán buôn sầm uất và cũng là nơi có nhiều doanh trại quân đội đóng. Khu di tích này là những thắng cảnh của địa phương, là tư liệu quý để các nhà nghiên cứu tìm hiểu về lịch sử xã hội vùng Tam Điệp, Yên Mô, Ninh Bình vào giai đoạn Nam – Bắc triều trong thế kỷ thứ 16.